# تشارلز ديتي آرون
تشارلز ديتي آرون (بالإنجليزية: Charles Dettie Aaron)‏ ‏ (1866-1951) هو طبيب أمريكي مُختص بالجهاز الهضمي، اشتهر لوصفه علامة آرون المُشيرة إلى حدوث التهاب الزائدة الدودية.

## حياته
وُلدَ تشارلز في 8 مايو 1866 في لوكبورت، نيويورك. يُقيم في ديترويت. تُوفيَ في عام 1951.